# Austin Hobart Clark
Austin Hobart Clark (1880 – 1954) è stato uno zoologo statunitense.
La sua ricerca ha coperto una vasta gamma di discipline, tra cui oceanografia, biologia marina, ornitologia ed entomologia.